# Louis-Jean-Népomucène Lemercier
Louis-Jean-Népomucène Lemercier, (París, el 21 d'abril de 1771 - el 7 juny de 1840) va ser un poeta i dramaturg francès.

## Obra dramàtica
- Méléagre, tragèdia en 5 actes (1788)
- Clarisse Harlowe, drama, en vers (1792)
- Le Tartufe révolutionnaire, comèdia en 5 actes, en vers (1795)
- Le Lévite d'Éphraïm, tragèdia en 3 actes (1796)
- Agamemnon, tragèdia en 5 actes (1797)
- La Prude, comèdia (1797)
- Ophis, tragèdia en 5 actes (1798)
- Pinto, ou la Journée d'une conspiration, comèdie historica (1800)
- Isule et Orovèse, tragèdia en 5 actes (1803)
- Baudouin, empereur, tragèdia en 3 actes (1808)
- Plaute ou la Comédie latine, comèdia en 3 actes, en vers (1808)
- Christophe Colomb, comèdia històrica en 3 actes, en vers (1809)
- Charlemagne, tragèdia en 5 actes (1816)
- Le Frère et la Sœur jumeaux, comèdia en 3 actes, en vers (1816)
- Le Faux bonhomme, comèdia en 3 actes (1817)
- Le Complot domestique, ou le Maniaque supposé, comèdia en 3 actes et en vers (1817)
- Ismaël au désert ou l'origine du peuple arabe, escena oriental en vers (1818)
- La Démence de Charles VI, tragèdia en 5 actes (1820)
- Clovis, tragèdia en 5 actes (1820)
- Frédégonde et Brunehaut, tragèdia en 5 actes (1821)
- Louis IX en Égypte, tragèdia en 5 actes (1821)
- Le Corrupteur, comèdia en 5 actes i en vers (1822)
- Dame Censure, ou la Corruptrice, tragicomèdia en 1 acte i en prosa (1823)
- Richard III et Jeanne Shore, drama històric en 5 actes i en vers (1824)
- Les Martyrs de Souli, ou l'Épire moderne, tragèdia en 5 actes (1825)
- Camille, ou le Capitole sauvé, tragèdia en 5 actes (1826)
- L'Ostracisme, comèdia (1828)
- Richelieu ou la journée des dupes, comèdia en 5 actes, en vers
- L'Héroïne de Montpellier, melodrama en 5 actes (1835)
- Les Deux filles spectres, melodrama en 3 actes et en prosa (1827)
- Les serfs polonais, melodrama en 3 actes (1830)